# Suki Waterhouse

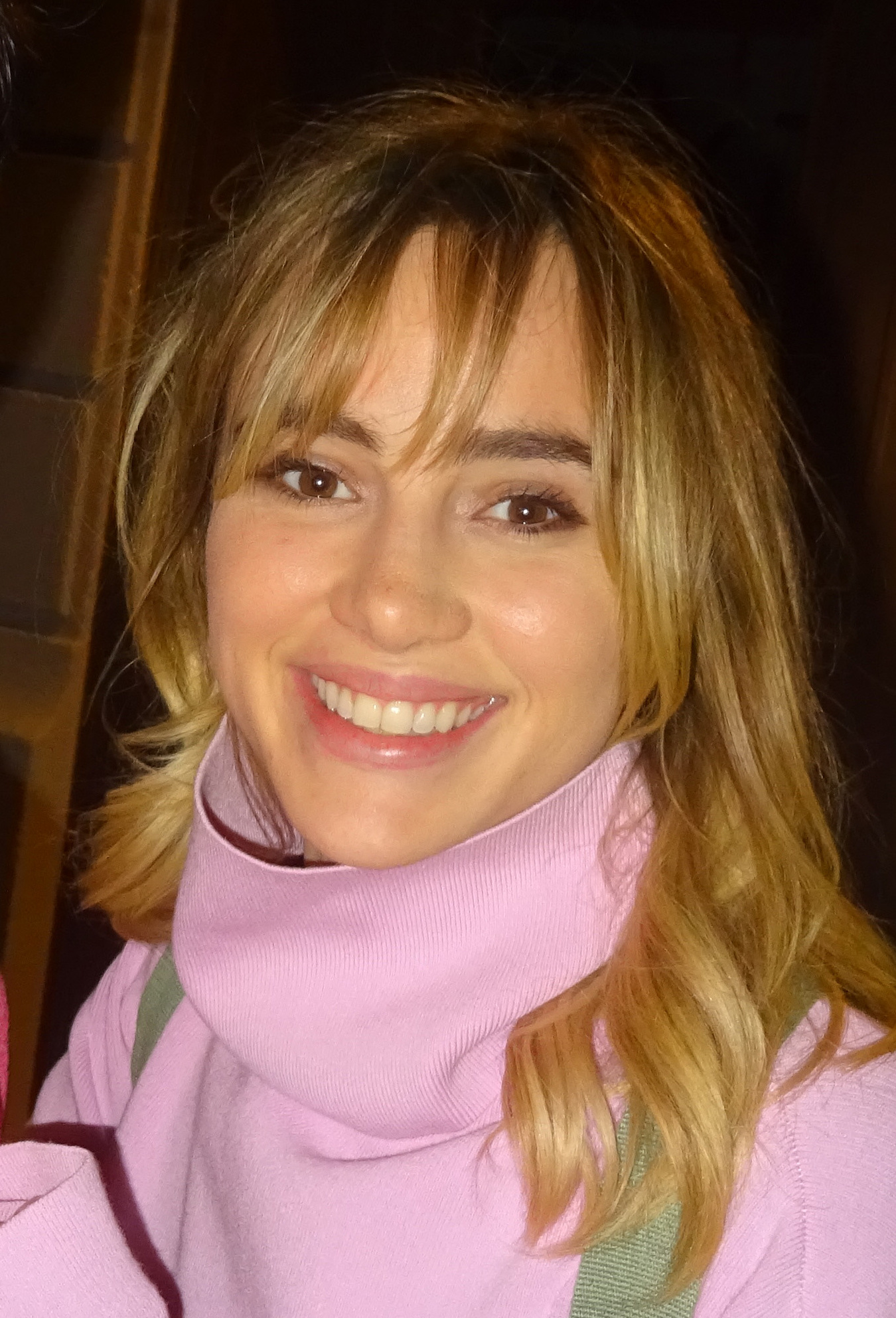
Suki Waterhouse (2017)

Alice Suki Waterhouse (* 5. Januar 1992 in Hammersmith, London, England) ist eine britische Schauspielerin, Model und Sängerin.

## Frühe Jahre und Familie
Waterhouse wuchs in Chiswick, London, als Tochter von Elizabeth, einer Krankenpflegerin, und Norman Waterhouse, einem plastischen Chirurgen, auf. Sie hat einen Bruder namens Charlie und zwei jüngere Schwestern, Madeleine und Imogen, die ebenfalls als Model arbeitet.

## Karriere

### Modelkarriere
Ihre Karriere als Model begann im Alter von 16 Jahren, als sie in einem Londoner Modegeschäft entdeckt wurde. Mit 19 Jahren wurde sie Lingerie-Model für Marks and Spencer. In der Folge arbeitete Waterhouse für renommierte Marken wie Burberry, Tommy Hilfiger und Hugo Boss. Sie war auf den Titelseiten internationaler Ausgaben von Vogue, Elle und Marie Claire zu sehen und lief auf Modenschauen für Häuser wie Alexander Wang und Balenciaga.

### Schauspielkarriere
Waterhouse debütierte 2014 als Schauspielerin in der romantischen Komödie Love, Rosie. Es folgten Rollen in Filmen wie Die Bestimmung – Insurgent (2015) und The Bad Batch (2016). 2023 spielte sie die Keyboarderin Karen Sirko in der Amazon-Prime-Serie Daisy Jones & The Six, wobei der Charakter für sie von amerikanisch zu britisch geändert wurde, um ihre Hingabe zur Musik zu unterstreichen.

### Musikkarriere
Neben ihrer Arbeit als Model und Schauspielerin verfolgt Waterhouse auch eine Karriere als Musikerin. 2016 veröffentlichte sie ihre erste Single Brutally, gefolgt von Good Looking im Jahr 2017, die 2022 viral ging. Ihr Debütalbum I Can't Let Go erschien im Mai 2022. Am 13. September 2024 wurde ihr zweites Studioalbum Memoir of a Sparklemuffin veröffentlicht.

## Weitere Tätigkeiten
2016 gründete Waterhouse gemeinsam mit ihrer Freundin Poppy Jamie und CEO Leo Seigal die Accessoire-Marke Pop & Suki. Das Label richtet sich an die Millennial-Generation und wurde von Prominenten wie Lady Gaga und Lena Dunham getragen.
Neben ihren Haupttätigkeiten ist Waterhouse auch als Fotografin aktiv und hat ihre Werke in der Eb and Flow Gallery in London ausgestellt.

## Persönliches Leben
Waterhouse war in der Vergangenheit mit Musikern wie Luke Pritchard und Miles Kane sowie den Schauspielern Bradley Cooper und Diego Luna liiert. Seit 2018 ist sie mit dem britischen Schauspieler Robert Pattinson zusammen. Im November 2023 gab sie während eines Auftritts ihre Schwangerschaft bekannt. Im März 2024 wurde ihre erste gemeinsame Tochter geboren.

## Filmografie (Auswahl)
- 2010: Material Girl (Fernsehserie, Folge 1x04)
- 2012: Rachael (Kurzfilm)
- 2012: Pusher
- 2014: Love, Rosie – Für immer vielleicht (Love, Rosie)
- 2015: Die Bestimmung – Insurgent (The Divergent Series: Insurgent)
- 2016: Stolz und Vorurteil und Zombies (Pride and Prejudice and Zombies)
- 2016: The Bad Batch
- 2017: The White Princess (Miniserie, 5 Folgen)
- 2017: The Girl Who Invented Kissing
- 2018: Future World
- 2018: Billionaire Boys Club
- 2018: Assassination Nation
- 2018: Jonathan
- 2018: Charlie Says
- 2018: Into the Dark (Fernsehserie, Folge 1x04)
- 2019: Carte Blanche (Kurzfilm)
- 2019: Pokémon Meisterdetektiv Pikachu (Pokémon: Detective Pikachu)
- 2019: Bittersweet Symphony
- 2019: Killers Anonymous – Traue niemandem (Killers Anonymous)
- 2019: A Rainy Day in New York
- 2019: Burn
- 2020: Die Misswahl – Der Beginn einer Revolution (Misbehaviour)
- 2020: The Broken Hearts Gallery
- 2021: Creation Stories
- 2021: Seance
- 2022: Daliland
- 2023: Daisy Jones & the Six (Fernsehserie)

## Diskografie

### Studioalben
- 2022: I Can’t Let Go
- 2024: Memoir of a Sparklemuffin

### EPs
- 2022: Milk Teeth

### Singles
- 2016: Brutally
- 2017: Good Looking (US: Platin)
- 2018: Valentine
- 2019: Coolest Place in the World
- 2019: Johanna
- 2021: My Mind
- 2021: Moves
- 2022: Melrose Meltdown
- 2022: Devil I Know
- 2022: Wild Side
- 2023: To Love
- 2024: OMG
- 2024: Supersad
- 2024: Blackout Drunk
- 2024: Model, Actress, Whatever
- 2025: Dream Woman

### Musikvideos
- 2016: Brutally
- 2018: Valentine
- 2019: Good Looking
- 2019: Coolest Place in the World
- 2019: Johanna
- 2020: Neon Signs
- 2021: Moves
- 2022: Melrose Meltdown
- 2022: Devil I Know
- 2022: Nostalgia
- 2023: To Love
- 2024: OMG
- 2024: Supersad
- 2024: Model, Actress, Whatever
- 2025: Dream Woman